# Georg Fink
Œuvres principales
Mich hungert (1929)
Georg Fink, de son vrai nom Kurt Münzer, né le 18 juin 1876 à Gleiwitz en province de Silésie, et mort le 27 avril 1944 à Zurich en Suisse, est un écrivain allemand.

## Biographie
Georg Fink étudie la médecine et la philosophie à Berlin et à Zurich. Dans les années 1920, il est un des auteurs à succès de la République de Weimar. Son ouvrage le plus connu est Mich hungert (« j'ai faim ») sur la misère d'une enfant du prolétariat berlinois. En 1933, ses livres sont interdits de publication par les Nazis. Il s'exile à Zurich où il meurt avant la fin de la guerre. 

## Ouvrages
- 1911, Kinder der Stadt, roman
- 1913, Casanovas letzte Liebe, roman
- 1922, Der Mann ohne Seele, roman
- 1922, Das entfesselte Jenseits, roman
- 1928, Jude ans Kreuz, roman
- 1929, Mich hungert, roman, Bruno Cassirer Verlag

## Sources
- (de) Manfred Brauneck (éditeur), 1995, Autorenlexikon deutschsprachiger Literatur des 20. Jahrhunderts, Reineck bei Hamburg, Rowohlt.